# Mary J. Rathbun
Mary Jane Rathbun (Buffalo, 11 de junio de 1860–Washington D. C., 4 de abril de 1943) fue una zoóloga estadounidense especializada en crustáceos. Trabajó en el Instituto Smithsoniano desde 1884 hasta su muerte. Describió más de mil nuevas especies, subespecies y taxones.

## Biografía
Rathbun nació el 11 de junio de 1860, en Buffalo, Nueva York, y fue la más joven de cinco hermanos, hijos de Charles Rathbun y Jane Furey. Su madre murió cuándo sólo tenía un año. Acudió a la escuela en Buffalo y se graduó en 1878, pero nunca asistió a la universidad.
Vio el océano por primera vez en 1881 cuando acompañó a su hermano Richard a Woods Hole en Massachusetts. Él trabajaba como ayudante científico de Addison Emery Verrill, que a su vez era ayudante de jefe del carcinólogo Sidney Irving Smith. Rathbun ayudó a etiquetar, clasificar y documentar los especímenes, y trabajó con crustáceos desde entonces. Durante tres años, trabajó como voluntaria para su hermano, antes de obtener la secretaría de Spencer Fullerton Baird en el Instituto Smithsoniano. Continuó trabajando en el museo, habitualmente sin ayuda, y después de 28 años, fue ascendida a asistente de curaduría a cargo de la División de Crustáceos. En 1915, después de su jubilación, el Instituto Smithsoniano la nombró "Investigadora Asociada Honoraria", y en 1916 la Universidad de Pittsburgh le concedió un título honorífico de Master. En 1917 fue cualificada para un Ph.D. en la Universidad George Washington.
Murió en Washington D. C. el 4 de abril de 1943, a los 82 años, debido a las complicaciones asociadas a una cadera rota.

## Publicaciones
Rathbun publicó en 1891 su primera obra escrita junto con James Everard Benedict sobre el género Panopeus. Su trabajo más importante fue Les crabes d'eau douce (Los cangrejos de agua dulce), originalmente pensada como una publicación simple, pero que finalmente ocupó tres volúmenes entre 1904 y 1906. Escribió 166 artículos de manera individual o colectiva, incluyendo descripciones de 1147 nuevas especies y subespecies, 63 nuevos géneros, una subfamilia, 3 familias y una superfamilia, así como varias nuevas nomenclaturas. El primer taxón descrito por Rathbun incluyó importantes especies comerciales como el cangrejo azul del Atlántico Callinectes sapidus, y el cangrejo, Chinoecetes bairdi.

## Taxones
Varios taxones han sido nombrados en honor de Mary J. Rathbun:
- Hamatoscalpellum rathbunae (Pilsbry, 1907)
- Maera rathbunae (Pearse, 1908)
- Paromola rathbuni (Porter Mosso, 1908)
- Synalphaeus rathbunae (Coutiere, 1909)
- Candidiopotamon rathbunae (De Man, 1914)
- Pasiphaea rathbunae (Stebbing, 1914)
- Petrolisthes rathbunae (Schmitt, 1916)
- Periclimenes rathbunae (Schmitt, 1924)
- Alpheus rathbunae (Schmitt, 1924)
- Campylonotus rathbunae (Schmitt, 1926)
- Callinectes rathbunae (Contreras, 1930)
- Eriosachila rathbunae (Maury, 1930)
- Tritodynamia rathbunae (Shen, 1932)
- Sacculina rathbunae (Boschma, 1933)
- Pinnixa rathbunae (Sakai, 1934)
- Emerita rathbunae (Schmitt, 1935)
- Callianassa rathbunae (Schmitt, 1935)
- Solenocera rathbunae (Ramadan, 1938)
- Thunor rathbunae (Armstrong, 1949)
- Lysmata rathbunae (Chace, 1970)
- Xanthias rathbunae (Takeda, 1976)
- Cyphocarcinus rathbunae (Griffin & Tranter, 1986)
- Asterias rathbunae (Britajev, 1989)
- Lophaxius rathbunae (Kensley, 1989)
- Rhynchocinetes rathbunae (Okuno, 1996)
- Palaeopinnixa rathbunae (Schweitzer & Feldmann, 2000)
- Marratha (Ng & Clark, 2003)